# كيسة أريمية ثلاثية الصفيحة
إن الجنين الثلاثي الصفيحة (أو أديم الأريمة الثلاثي الصفيحة أو قرص التبرعم الثلاثي الصفيحة) هو عبارة عن مرحلة مبكرة في تطور الكائنات ثلاثية الأرومات، والتي تضم الإنسان والعديد من الحيوانات الأخرى.
إنها عبارة عن جنين يوجد في ثلاث طبقات مختلفة من طبقات التبرعم - طبقة أديم ظاهر وأديم متوسط وأديم باطن. وتترتب تلك الطبقات فوق بعضها البعض مثل رزمة من الأوراق، ومن هنا نشأ الاسم ثلاثي الطبقات، أو «ثلاثي الطبقات».
وتنشأ تلك الطبقات الثلاثية في الأسبوع الثالث (بعد مرحلة المُعيدة) من الأديم الظاهر (جزء من كتلة الخلايا الداخلية في الثدييات).

## وصلات خارجية
- Overview at edu.mt